# Zuidbroek (Apeldoorn)
Zuidbroek is een nieuwbouwwijk van de Nederlandse stad Apeldoorn, die deel uitmaakt van Apeldoorn Noordoost.

## Geschiedenis
In 1256 is er sprake van de hofstede Sprenkelaar. Deze lag in het gebied tussen waar nu de Nocturnestraat is en de huidige tennishal Sprenkelaar. Het gebied rondom behoorde tot de goederen van het kapittel van Sint Marie in Utrecht. De hofstede zelf is in 1629 door brand verwoest.
Na 1348 is er voor het eerst sprake van een waterschapsbestel, zeer waarschijnlijk door de Kartuizer monniken uit het klooster Monnikhuizen bij Arnhem. Deze waren zeer actief in het gebied in en rondom Zuidbroek. Uit dezelfde periode stamt ook de vlakbij gelegen Wenumse Molen. Verschillende authentieke boerderijen getuigen ervan dat hier eeuwenlang mensen hebben gewoond. Een omgracht complex werd in 1992 opgegraven. Men vermoedt dat het een uithof was van de kartuizers die de ontginningen in dit gebied hebben geleid.

## Ligging
Zuidbroek ligt in het noordoosten van Apeldoorn, tussen de wijk Zevenhuizen, het Bedrijvenpark Apeldoorn-Noord en de A50.
De wijk is opgezet voor ca. 3100 huizen en bestaat uit drie deelgebieden: Het Mozaïek, Het Rooster en De Wellen. De in het gebied liggende voormalige vuilnisstortplaats De Vellert is gesaneerd en omgevormd tot een heuvelachtig park. Zo'n duizend huizen zijn inmiddels gerealiseerd. Verdere bouw is als gevolg van de kredietcrisis sterk teruggelopen.

## Openbaar vervoer
Zuidbroek is met het openbaar vervoer te bereiken met lijnen 2 en 8.